# General Taboada (departement)
General Taboada is een departement in de Argentijnse provincie Santiago del Estero. Het departement (Spaans:  departamento) heeft een oppervlakte van 6.040 km² en telt 36.683 inwoners.

## Plaatsen in departement General Taboada
- Añatuya
- Averías
- Estación Tacañitas
- Los Juríes
- Tomás Young